# برونو أميوني
برونو أغوستين أميوني (بالإسبانية: Bruno Agustin Amione)‏ (من مواليد 3 يناير 2002) هو لاعب كرة قدم أرجنتيني محترف يلعب في مركز قلب الدفاع لنادي الدرجة الأولى سامبدوريا على سبيل الإعارة من هيلاس فيرونا.